# ウッド・ノート (漫画)
『ウッド・ノート』は、小山田いくによる日本の漫画作品。1984年から1986年にかけて、秋田書店の『少年チャンピオン』に全72話が掲載された。単行本は全8巻が少年チャンピオン・コミックスから刊行される。2007年に復刊ドットコムから「小山田いく選集・第2期」の中で全4巻が刊行されている
マンガペディアでは「希有な部活に打ち込んでます！オススメ漫画5選」の中で取り上げられており、「純粋に鳥を愛する主人公・唐須を中心に、彼に惹かれていく少女・穂刈田ひわ、逆に反発しライバルとなる大潟新人など、魅力的な登場人物達が繰り広げる複雑な青春ドラマを描く。また部員たちを通して語られる、普段なかなか直接見ることができない鳥たちの姿やエピソードも魅力的な作品だ」と評されている。

## あらすじ
転校生・唐須一二三
水瀬高校バード・ウオッチング部のホーム・グランドに転校生の唐須が現れ、副部長の大潟新人とのカメラ・ハンティングで勝ち、部のペット・ネームは「ウッド・ノート」となる。唐須と新人は対立しながらも、しだいにお互いを認めるようになり、穂刈田ひわは唐須の鳥に対する熱い思いに惹かれるようになる。3年生が抜けて、井津母要と小椋ゆずりが入部する。ゆずりはバード・ウオッチング部員の自覚が無く、唐須とは殴り合いになるが、誰もバード・ウオッチングの楽しさを教えてくれないと言われ、唐須が謝り、ゆずりも本当のバード・ウオッチャーに目覚める。
和木貴彦との出会い
屋外観察をしているとき、動物写真家の和木貴彦にクチバシの黄色い連中がと注意される。唐須が反発すると、和木はフィールドではカメラテクニックではなく、鳥になりきり、鳥の動きについていくことを教える。和木に触発されてメンバーは冬山装備で乗鞍高原にライチョウを見に行く。しかし、あいにくの天候で視界は効かない。帰る日になってようやく天候は回復し、皆の前に冬羽のライチョウが飛んでくる。新人はカメラを取りに行き、残りのメンバーはただライチョウを見ているだけである。そこに和木が現れ、目の奥に鳥の姿を焼き付けるのがバード・ウオッチャーだと語る。
ウミウ事件と新入部員
唐須はウミウの越冬地を見に行き、ザイルが切れる事故で、外海に面した断崖の岩棚にゆずりと取り残される。食料はなくなり、傷ついたウミウを食べて生還する。野鳥を食べた罪悪感から唐須は鳥と付き合うことはできなくなり、退部届を出す。町外れの家の火事が雑木林に燃え広がり、鳥たちが危険な状態になると、唐須は照明を集めて林の上空を照らし、小鳥たちが逃げるのを助ける。それにより、唐須はバード・ウオッチング部に復帰し、ひわとの仲も出直しとなる。新学期が始まり、新入部員の希望者が多いため、新人はフィールド観察で選別し、三次野佳呂と角目真奈が加わる。
唐須の休学
唐須はバード・ウオッチャーとしての自分を極めようと半年間の休学を申し出る。唐須は北上し、田植えのバイトをした家で、昨年生まれたツバメ探しに協力する。海岸では鷹を専門にねらう春児涼介と知り合いになる。ヤイロチョウを見るため四国の四万十川上流部を訪れ、石川県七尾でトキのメカニック・バードを作ろうとしている熊谷才気と知り合う。しかし、バード・ウオッチ部室の窓から侵入した者にいくつかの部室が荒らされ、生徒会は1年間の登録抹消、部室の明け渡しを決定する。この決定を聞いて唐須は戻り、試験を受けて復学を果たす。
新しいベース
尾久ファイルからゆずりが同好会のベースを造れる場所を見つける。生徒会長の加納はベースを造るための廃材の利用を勧める。夏休みを使って鳥見やぐらの付いた新しいベースは完成する。台風で飛ばされてきたベニアジサシを唐須が見つけ、リレー方式で沖縄まで運ぶ計画を立てる。最終者の小雀高校ウッド・ノートから沖縄の空を飛ぶベニアジサシのビデオが届く。「ウッド・ノート」の新部長として、新人は波間拓也を指名する。拓也が世話をしていた野鳥を自然に帰す活動を続けることにより、鳥見やぐらの止まり木にいろんな小鳥が集るようになる。
ツノメドリ
堤まりもが番外メンバーとして「ウッド・ノート」に参加することになる。拓也をとられたようになり、真奈の気持ちが騒ぎ、ツノメドリが見られるかもしれない北海道東部・霧多布に向かう。真奈はツノメドリを見納めに「ウッド・ノート」を辞めようとする。井津母は事前に察知して陰ながら見守り、岩場で転落しそうになった真奈を助け、探しに来た唐須とひわと一緒に戻る。まりもはベースのやぐらで一夜を明かし、小鳥との距離を縮め、改めて「ウッド・ノート」に入りたいと頼み、みんなに了承される。
サンコウチョウ
クリスマスに和木が日本に戻り、「ウッド・ノート」に顔を出す。お土産のアルバムには冠羽に特徴のあるサンコウチョウが写っている。それは夏場にホーム・グランドにいたもので、拓也が越冬地を確認しようとしていた個体である。このニュースは和木に同行していた記者により新聞にも掲載される。「ウッド・ノート」のホーム・グランドで散弾銃の空薬莢が見つかる。ホーム・グランドは禁猟区となっており、その周辺から逃げてきた鳥をハンターが撃っているようだ。銃声が聞こえ、唐須たちが現場に駆けつけると、ひわに驚いて男の銃が暴発する。唐須がひわを守り、カメラが散弾の多くを受け止める。
巣立ち
3月の生徒会で「ウッド・ノート」の部への昇格が決定される。しかし、部に昇格すれば指定の部室で活動しなければならず、外部者のまりもは参加できない拓也は考えさせて欲しいと言う。校長から、春にはベースを取り壊さなければならないと告げられ、まりもは石蕗ノ台高に新しい「ウッド・ノート」を作ることにする。拓也は「鳥に近づきたいのなら鳥のように自由でいなきゃ」と言い、ベースを出ることにする。拓也は2年後の3月にみんなで集ることを提案する。和木のアシスタントととしてオーストラリアにいる唐須をみんなが訪ね、再会の約束は果たされる。

## 登場人物
唐須 一二三（からす ひふみ）
本作品の主人公。前の高校をトラブルで辞め、水瀬高校に転校してバード・ウオッチング部に入る。そのときに「ウッド・ノート」のネームプレートを持ち込み、以後「ウッド・ノート」の中心的存在となる。バード・ウォッチャーとして鳥を追う時の動きの速さは常軌を逸しており、後輩の佳呂などからは「足にジェットエンジンが付いている」と評されている。
移動の足としてホンダ・XLX250Rを所有している。
九郎（くろう）
唐須と暮らしているオスのハシブトガラス。唐須の方針でほぼ放し飼いされているが、野生と比べると人に馴れており、言葉を覚えるなど知能も高い。
大潟 新人（おおがた あらと）
水瀬高バード・ウオッチング部の副部長。唐須の1年先輩。理論家、気が短く他人の失敗には口うるさい。生物部出身で尾久とともにバード・ウォッチング部の設立に参加。尾久の引退でバードウォッチング部2代目部長となる。
家はそれなりの資産家だが、小遣いは少ないとのことで自動二輪免許は持っているがバイクは所有しておらず、井津母の父親のものを借りている。
穂刈田 ひわ（ほかりだ ひわ）
水瀬高バード・ウオッチング部員。唐須の同級生で後に恋愛関係に発展。線の細い少女で、ゆずりからは「ガラス細工」とも評される。実際にデリケートな質で唐須のペースには着いていけないことが多いが、それでも愛する人の見る世界に追いつこうと努力する。
波間 拓也（なみま たくや）
水瀬高バード・ウオッチング部員。唐須の同級生でおもに飼育担当。鳥の怪我や病気に詳しく、保護された鳥を治療する。新人の次にバードウォッチング部3代目部長となる。
井津母 要（いづも かなめ）
水瀬高バード・ウオッチング部員。唐須の同級生で文化祭でのイベントをきっかけに入部。実家が養鶏場を営んでおり、鶏の扱いには長けている。拓也とともに主に飼育を担当。
小椋 ゆずり（こぐれ ゆずり）
水瀬高バード・ウオッチング部員。新人の同級生で、幼馴染。飽きっぽく享楽的な性格で、単なる見学や体験しただけではスポーツや趣味の何が楽しいのか理解できない。そのため多くの部を渡り歩いてトラブルを起こす。新人から頼まれて入部したが、入部して早々にエスケープして唐須と大喧嘩になる騒動を経て本気でバード・ウォッチングを始める。
三次野 佳呂（みつぎの かろ）
水瀬高バード・ウオッチング部員。唐須の1年後輩。独特の雰囲気をもち、冗談が好きで不思議な言動をする。真奈とはいとこ同士である。
角目 真奈（つのめ まな）
水瀬高バード・ウオッチング部員。唐須の1年後輩。名字の角目から「パッフィン（ツノメドリの英語名）」と呼ばれるようになる。いとこの佳呂からも「頭に生クリームが詰まっているような甘い子」と言われるほど夢見がちで、自然に生きる鳥の現実や新人の研究姿勢を受け入れられなかったが、鳥の模型を作るバード・カービングを切っ掛けに成長を見せ、バードウォッチング部4代目部長となる。
尾久 実野生（おく みのお）
水瀬高バード・ウォッチング部の初代部長、唐須の2年先輩。大柄で温厚。生物部から分離してバードウォッチング部を設立する。
木華栄（きばな さかえ）
水瀬高バード・ウオッチング部員。尾久の同級生でバードウォッチング部の設立に参加する。
堤 まりも（つつみ まりも）
石蕗ノ台高のバードウォッチング部員。部活を口実に遊び場を手に入れようとしてウッド・ノートのホームグラウンドに現れ騒動を起こすが、その後、ウッドノートに校外から参加。唐須からウッド・ノートのネームプレートを受け継ぎ、石蕗ノ台高に改めてバードウォッチング部「ウッドノートIII」を作る。井津母の幼馴染で実家は養鶏場を経営。高校卒業後は井津母の養鶏場に就職、鶏舎主任となる。バードウォッチングは続けており「マリオネット師」にもゲストとして登場している。
和木 貴彦（わき たかひこ）
動物写真専門のフリーカメラマン。ウッド・ノートのホームグラウンドで唐須らと出会い、交流をもつ。
春児 涼介（はるご りょうすけ）
唐須が旅先で知り合った高校生。鷹や隼ばかりを追いかけているので「ファルコン」と呼ばれている。
熊谷 才気（くまがい さいき）
能登で朱鷺のロボットを作ろうとしている少年。資料等で唐須や新人が協力する。

## 書誌情報
- 小山田いく『ウッドノート』 秋田書店〈少年チャンピオン・コミックス〉、全8巻[3]。
  1. 1985年3月5日初版発行 ISBN 4-253-04361-5
  2. 1985年5月5日初版発行 ISBN 4-253-04362-3
  3. 1985年7月1日初版発行 ISBN 4-253-04363-1
  4. 1985年9月9日初版発行 ISBN 4-253-04364-X
  5. 1985年11月1日初版発行 ISBN 4-253-04365-8
  6. 1986年1月5日初版発行 ISBN 4-253-04366-6
  7. 1986年3月1日初版発行 ISBN 4-253-04367-4
  8. 1986年5月5日初版発行 ISBN 4-253-04368-2
- 小山田いく『ウッドノート』 復刊ドットコム〈小山田いく選集　第2期〉、全4巻[4]。
  1. 2007年10月発行 ISBN 9784835401775[5]
  2. 2008年12月発行 ISBN 9784835401782[6]
  3. 2008年2発行 ISBN 9784835401799[7]
  4. 2008年4発行 ISBN 9784835401805[8]